# Дозвольте тебе поцілувати... на весіллі
«Дозвольте тебе поцілувати... на весіллі» — кінофільм режисера Марії Сергеенкової, що вийшов на екрани в 2013.

## Зміст
Власова поновили на посаді, але перевели разом з нареченою на нове місце служби в проблемну частину. Генералу перед виходом на пенсію вкрай необхідно поліпшити показники в ній, і, скриплячи серцем, він змушений визнати, що нікого кращого за полковника Власова йому не знайти. Сам же герой готується до весілля, але все ускладнюється з приїздом перевіряючого - колишньої дружини полковника ...

## Ролі
| Актор              | Роль                         |
| ------------------ | ---------------------------- |
| Ігор Ліфанов       | підполковник Власов          |
| Марія Куликова     | Наталія Кисельова, прапорщик |
| Борис Щербаков     | генерал                      |
| Андрій Струговець  | -                            |
| Серафима Нізовская | -                            |
| Михайло Трясоруков | Маленьких                    |
| Сергій Лосєв       | -                            |
| Ольга Кірсанова    | -                            |

## Знімальна група
- Режисер — Марія Сергеенкова
- Сценарист — Олександр Архипов, Юрій Морозов, Ігор Марін
- Продюсер — Родіон Павлючик, Павло Бабин, Михайло Чурбанов